# 埃斯蒂爾縣 (肯塔基州)
埃斯蒂爾县（英語：Estill County）是位於美國肯塔基州東部的一個縣。面積662平方公里。根據美國2000年人口普查，共有人口15,307人。縣治欧文（Irvine）。
埃斯蒂爾县成立於1808年1月27日。縣名紀念在美國獨立戰爭中阵亡的肯塔基军人詹姆斯·埃斯蒂爾（James Estill）上校。
埃斯蒂尔县是一个禁酒县。

## 地理
根据美国人口调查局的数据埃斯蒂爾縣总面积662平方公里，其中658平方公里为陆地面积，5平方公里为水域面积，占总面积的0.69%。

## 周边县
- 克拉克縣（北）
- 鲍威尔县（东北）
- 李县（东南）
- 杰克逊县（南）
- 麥迪遜縣（西）

## 人口
根据2000年的人口普查埃斯蒂爾縣有15,307名居民，分6,108户、4,434个家庭。其人口密度为每平方公里23人。其中99.07%为白人、0.11%是非裔美国人、0.24%是美洲土著人、0.03%是亚裔美国人、0.06%是其它人中、0.49%是混血儿。西班牙裔和其他拉丁美洲裔的人占0.53%。
县内的6108个户中有32.3%有18岁以下的未成年人、55.4%是结婚夫妇、12.9%是带孩子的单身妇女、27.4%不是家庭、24.6%是单身汉、10.7%有65岁以上的老年人。每户平均2.48人，家庭的平均大小为2.94人。
县内人口结构为24.2%在18岁以下、9.1%在18至24岁之间、29.2%在25至44岁之间、24.2%在45至64岁之间、13.5%在65岁以上。平均年龄为37岁。女子对男子的性别比为100：93.8，成年人的性别比为100：91.2。
县内每户的平均年收入为23,318美元，每个家庭的平均年收入为27,284美元。男子的平均年收入为29,254美元，女子的平均年收入为18,849美元。人均年收入为12,285美元。约22.5%的家庭以及26.4%的居民生活在贫困线以下，其中包括32.3%的未成年人和21.5%的老年人。